# Балдуин III Иерусалимский
Балдуи́н III (фр. Baudouin III; 1130, Иерусалим — 10 февраля 1163, Бейрут) — король Иерусалимский с 1143 года. Сын и наследник Фулька и Мелисенды. Заняв престол ещё ребёнком, он изначально находился в тени своей матери Мелисенды, которую в итоге оттеснил от престола в ходе гражданской войны. Во время его правления Иерусалим приобрёл более тесные связи с Византией. Балдуин принял участие во Втором крестовом походе, завершившемся безуспешной осадой Дамаска. Он захватил важную египетскую крепость Аскалон, но столкнулся с ростом могущества Нур ад-Дина в Сирии. Балдуин умер бездетным, и ему наследовал его брат Амори I. Образец доблестного рыцаря.

## Происхождение
Балдуин III родился в 1130 году, во время правления его деда по материнской линии Балдуина II — одного из первых крестоносцев. Таким образом, он относился к третьему поколению правителей Иерусалима. Наследницей Балдуина II была его мать Мелисенда. Отцом Балдуина III был Фульк, бывший граф Анжу. Король Балдуин II Иерусалимский умер в возрасте 60 лет, когда его внуку был всего год, что привело к борьбе за власть между Мелисендой и Фульком. Мелисенда подтвердила своё право на власть в качестве преемника отца, и после этого супруги помирились и зачали второго ребёнка, Амори. Балдуину III было 13 лет, когда его отец Фульк умер в результате несчастного случая на охоте в 1143 году, и юный король был коронован как соправитель наряду с матерью. Однако Балдуин не проявил большого интереса к административной работе.
С женщиной и ребёнком во главе Иерусалимское королевство оказалось в сложной политической ситуации. Северные государства крестоносцев — Триполи, Антиохия и Эдесса, — все больше реализовывали свою независимость. В мусульманском мире атабек Занги занял север Сирии и желал покорить Дамаск. В 1144 году Занги захватили Эдессу, что потрясло западный мир и привело к началу Второго крестового похода.
Этот крестовый поход достиг Иерусалима лишь в 1148 году, в то время как Занги был убит в 1146 году. Ему наследовал его сын Нур ад-Дин, который также стремился взять Дамаск под свой контроль. Чтобы противостоять этому, Иерусалим и Дамаск заключили договор для обеспечения взаимных интересов. Однако в 1147 году Нур ад-Дин и Муин ад-Дин Унур, губернатор Дамаска, заключил союз против Иерусалима, поскольку крестоносцы уже нарушили договор, начав переговоры с одним из мятежных вассалов Унура. Балдуин вышел с армией из Иерусалима и был побеждён в битве при Босре. Позже было установлено перемирие с Дамаском.

## Второй крестовый поход
В 1148 году крестовый поход во главе с Людовиком VII Французским, и императором Конрадом III, наконец, подошёл к Иерусалиму. Балдуин провёл совет в Акре, где обсуждались дальнейшие цели похода. Установление контроля над Алеппо на севере позволял крестоносцам вернуть Эдессу под христианский контроль, но захват Дамаска на юге мог серьёзно ограничить власть Зангидов и добавить мощи Иерусалиму. Дамаск также считаются более важным городом в истории христианства, чем Алеппо и Эдесса. Балдуин согласился с планом нападения на Дамаск, но последовавшая осада города закончилась поражением. Дамаск в 1154 году захватил Нур ад-Дин, что стало для крестоносцев символом провала похода.
Уже к 1149 году большинство крестоносцев вернулись в Европу, оставив позади ослабленный Иерусалим. Нур ад-Дин воспользовался их поражения и вторгся в Антиохию. Князь Раймунд был убит в битве при Инабе. Балдуин III поспешил на север, чтобы взять на себя управление княжеством. Жена Раймунда, Констанция, была двоюродной сестрой Балдуина. Балдуин безуспешно пытался выдать её замуж за кого-либо из своих союзников. На севере Балдуин оказался не в состоянии защитить Турбессель (Тель-Башир), последний осколок графства Эдесса, и был вынужден уступить его византийскому императору Мануилу I Комнину в августе 1150 года. Он эвакуировал христиан Турбесселя, несмотря на нападения Нур ад-Дин в битве при Айнтабе. В 1152 году Балдуин и его мать были призваны вмешаться в спор между тетей Балдуина Годиэрной и её мужем графом Триполи Раймундом II. Когда этот вопрос был урегулирован, Годиэрна собиралась вернуться в Иерусалим, когда Раймунд II был убит в результате нападения ассасинов. В итоге Балдуин остался урегулировать дела в Триполи, в то время как Годиэрна взяла на себя регентство при её малолетнем сыне Раймунде III.

## Гражданская война
К 1152 году Балдуин достиг совершеннолетия и начал самоутверждаться в политических делах. Ранее он не выражал заинтересованности в управлении страной, но теперь он потребовал себе больше полномочий в этой сфере. Балдуин и его мать стали все больше отдаляться друг от друга, а в 1150 году Балдуин обвинил коннетабля Манассе Иержа в очернении его образа в глазах королевы. В начале 1152 года Балдуин потребовал от патриарха Фулька провести повторную коронацию — отдельно от Мелисенды. Патриарх отказался, и король организовал показательное шествие по улицам города с лавровыми венками на головах в качестве своего рода само-коронации.
Балдуин и Мелисенда согласились поставить вопрос о власти на рассмотрение Высокого Совета — Haute Cour. Совет принял компромиссное решение, разделив королевство на два административных района. Балдуин сохранил Галилею на севере, в том числе города Акра и Тир, а Мелисенда получила богатые Иудею и Самарию, в том числе города Наблус и Иерусалим. Мелисенду поддержали Манассе Иерж и младший брат Балдуина Амори. Ни Балдуин, ни его мать не были довольны этим решением — Балдуин хотел править всем королевством, Мелисенда же опасалась, что разделение страны серьёзно ослабит её обороноспособность.
Через несколько недель после разделения Балдуин начал вторжение на юг. Манассе Иерж был захвачен в замке Мирабель и сослан. Наблус также быстро сдался. Для предотвращения дальнейшего насилия Иерусалим открыл свои ворота перед Балдуином. Мелисенда и Амори нашли убежище в Башне Давида. В ходе осады башни духовенство вступило в переговоры с королём. По мирному договору Мелисенда получала в пожизненное управление Наблус, а Балдуин обязался не нарушать её покой. Новым коннетаблем был назначен Онфруа II де Торон.
К 1154 году мать и сын помирились, а Балдуин оказался достаточно проницателен, чтобы перенять опыт своей матери в управлении государством. В то же время он увеличивал свою власть над знатью.  Хотя королева отправилась «в изгнание», она продолжала серьёзно влиять на государственные дела, действуя как регент Балдуина, когда он находился в военных походах.

## Восстановление
Во время гражданской войны атабек Нур ад-Дин был занят консолидацией своих сил вокруг Дамаска после смерти Унура. С учётом этого Иерусалим мог расширять своё влияние только на юг, в сторону Египта. Египет был ослаблен гражданскими войнами. Около 1150 года Балдуин восстановил укрепления Газы, чтобы оказывать давление на близлежащий египетский форт Аскалон. В 1153 году Балдуин успешно осадил и захватил Аскалон. Это укрепило границу с Египтом, а Аскалон был включен в феодальное владение Амори, создав двойное графство Яффы и Аскалона. В 1152 году Балдуин также отразил вторжение Артукидов с севера.
В 1156 году король был вынужден подписать договор с Нур ад-Дином. В 1157 году потерпел страшное поражение от Нур ад-Дина на берегах Иордана. Победа, одержанная им при Тивериадском озере в 1158 году, доставила его королевству прежнее значение, и он царствовал с тех пор никем не тревожимый, заботясь о сохранения спокойствия внутри государства. Зимой 1157—1158 годов Балдуин возглавил экспедицию в Сирию, где он осадил Шайзар. Экспедиция была свернута, когда возник спор между Тьерри, графом Фландрии, и Рено де Шатийоном, новым мужем Констанции Антиохийской, — оба желали заполучить Шайзар для себя. Балдуин захватил Харим и в 1158 году победил Нур ад-Дина.

## Союз с Византией
Военные победы Балдуина подняли его авторитет настолько, что позволили ему искать жену в Византии. В 1157 году он послал Онфруа II де Торона вести переговоры с императором Мануилом, и было решено, что женой Балдуина должна была стать Феодора, племянница императора. Альянс был более благоприятным для Византии, чем для Иерусалима, поскольку Балдуин был вынужден признать византийский сюзеренитет над Антиохией, а Феодора получала бы в управление Акру в случае смерти Балдуина. Свадьба состоялась в сентябре 1158 года, жениху было 28 лет, невесте — всего 13.
Отношения между Иерусалимом и Византией улучшилось, и в 1159 году Балдуин встретился с Мануилом в Антиохии. Они стали друзьями, Мануил принял участие в рыцарском турнире. Позже, в 1159 году, Балдуин стал регентом Антиохии ещё раз, после того, как Рено де Шатийон был пленен в бою. Это обидело Мануила, который считал Антиохию имперской территорией, и чтобы укрепить своё влияние в Антиохии, император в 1160 году женился на принцессе Марии — двоюродной сестре Балдуина. Балдуин, однако, предлагал Мануилу жениться на другой его двоюродной сестре, Мелисенде из Триполи, предпочитая не допустить столь тесной связи между Византией и Антиохией.

## Смерть
Королева Мелисенда скончалась в 1161 году, а Балдуин неожиданно умер в Бейруте 10 февраля 1163 года. Ходили слухи, что он был отравлен в Антиохии таблетками, данными ему его сирийским врачом. «Как только король принял таблетки», — пишет Вильгельм Тирский, — «его охватили лихорадка и дизентерия в совокупности с туберкулезом, от которых он так и не смог оправиться». По дороге домой Балдуин задержался в Триполи на несколько месяцев, а затем продолжил путь в Бейрут, где он, наконец, скончался. Как писал Вильгельм Тирский, «за восемь дней, пока похоронная процессия следовала из Бейрута в Иерусалим, плач был безудержный». Феодора в статусе вдовствующей королевы удалилась в Акру. Ей было всего 16 лет, и брак её с Балдуином остался бездетным. Балдуину наследовал брат его Амори I, умерший в 1173 году.

## Личные качества
Вильгельм Тирский лично знал Балдуина и оставил пространную характеристику короля:
...Он был выше среднего роста, но его конечности были столь гармоничны по отношению к телу, что ни одна черта не казалась неуместной. Черты его лица были миловидными и изысканными, цвет лица румяным как доказательство врождённой силы... Его глаза были среднего размера, заметными и сверкающими. Он имел прямые желтоватые волосы и носил бороду на щеках и подбородке. Он был несколько склонен к полноте, хотя был не настолько в теле, как его брат...
Балдуин был хорошо образован и исключительно умен. В отличие от отца, он обладал прекрасной памятью. Он провёл большую часть своего личного времени, читая исторические записи, и был хорошо осведомлён в актах, позднее собранных юристами Иоанном де Ибелином и Филиппом де Новара в Иерусалимские ассизы. Балдуин уважал церковное имущество и не обременял духовенство налогами. Он был доброжелателен к людям всех сословий и позволял беседовать с ним всем, кто хотел этого, или тем, кого он случайно встретил. «Будучи молодым человеком, он наслаждался игрой в кости и другими играми, а также имел связи с замужними женщинами, но, повзрослев, он изменился к лучшему», — писал Вильгельм Тирский. Он был популярен и уважаем среди своих подданных и даже заслужил уважение своего врага Нур ад-Дина, который сказал о смерти Балдуина: «франки потеряли такого князя, какого в мире на сегодня больше нет».